# Daniela Pizzagalli
Daniela Pizzagalli (Milano, 13 agosto 1946) è una biografa e giornalista italiana.

## Biografia
Ha condotto per circa dieci anni una rubrica culturale presso la radio diocesana milanese. Come scrittrice si è dedicata sempre alla storia lombarda, con una predilezione per il racconto biografico delle grandi protagoniste del Medioevo e del Rinascimento italiano.
Fra le sue biografie, due vertono su Bianca Maria Visconti: Tra due dinastie (1988), con cui è stata finalista al premio Donna Città di Roma opera prima, e La Signora di Milano (2000); seguono quelle incentrate sempre su personaggi femminili: Clara Maffei, Cecilia Gallerani, Isabella d'Este, Cristina di Svezia, Sofonisba Anguissola, Veronica Gambara, Carla Serena.
Pizzigalli inizia una trilogia dedicata alla storia della dinastia milanese dei Visconti: pubblica il primo volume nel 2019; il secondo volume esce nel 2021.

## Opere
- Tra due dinastie. Bianca Maria Visconti e il Ducato di Milano, Milano, Camunia, 1988.
- Bernabò Visconti, Collezione Le Vite, Milano, Rusconi, 1994, ISBN 978-88-182-3035-2.
- L'amica. Clara Maffei e il suo salotto nel Risorgimento, Collezione Le Scie. Nuova Serie, Milano, Mondadori, 1997, ISBN 978-88-043-8567-7. - Collana Saggi, Milano, BUR, 2004.
- La dama con l'ermellino. Vita e passioni di Cecilia Gallerani nella Milano di Ludovico il Moro, Collana Saggi italiani, Milano, Rizzoli, 1998, ISBN 978-88-178-6073-4.
- La signora di Milano. Vita e passioni di Bianca Maria Visconti, Collana Saggi italiani, Milano, Rizzoli, 2000, ISBN 978-88-178-6328-5.
- La Signora del Rinascimento. Vite e splendori di Isabella d'Este alla Corte di Mantova, Collana Saggi italiani, Milano, Rizzoli, 2001, ISBN 978-88-178-6807-5.
- La regina di Roma. Vita e misteri di Cristina di Svezia nell'Italia barocca, Collana Saggi italiani, Milano, Rizzoli, 2002, ISBN 978-88-178-7135-8.
- La signora della pittura. Vita di Sofonisfba Anguissola, gentildonna e artista nel Rinascimento, Milano, Rizzoli, 2003, ISBN 978-88-179-9509-2.
- La signora della poesia. Vita e passioni di Veronica Gambara, artista del Rinascimento, Collana Saggi italiani, Milano, Rizzoli, 2004, ISBN 978-88-170-0317-9.
- Il viaggio del destino. Carla Serena da Venezia al Caucaso, Collana Saggi italiani, Milano, Rizzoli, 2006, ISBN 978-88-170-1291-1.
- I Visconti. Le battaglie della Vipera. 1302: armi, potere, veleni della famiglia più potente d'Italia, Collana La storia · Le storie, Milano, BUR Rizzoli, 2019, ISBN 978-88-171-1998-6.
- I Visconti. Il potere feroce, Collana La storia · Le storie, Milano, BUR Rizzoli, 2021, ISBN 978-88-171-4563-3.
- I Visconti. Il sogno della corona, Collana La storia - Le storie, Milano, BUR Rizzoli, 2022, ISBN 978-88-171-6106-0

### Curatele
- I Visconti e gli Sforza a Milano, Roma, Editalia, 1994, ISBN 88-7060-278-8.